# (27986) Hanuš
(27986) Hanuš, désignation internationale (27986) Hanus, est un astéroïde de la ceinture principale.

## Description
(27986) Hanus est un astéroïde de la ceinture principale. Il fut découvert le 4 novembre 1997 à l'Observatoire d'Ondřejov par Lenka Šarounová. Il présente une orbite caractérisée par un demi-grand axe de 2,58 UA, une excentricité de 0,17 et une inclinaison de 9,4° par rapport à l'écliptique.
Cet astéroïde est nommé en l'honneur du compositeur tchèque Jan Hanuš (1915-2004).

## Compléments